# Morze Rossa

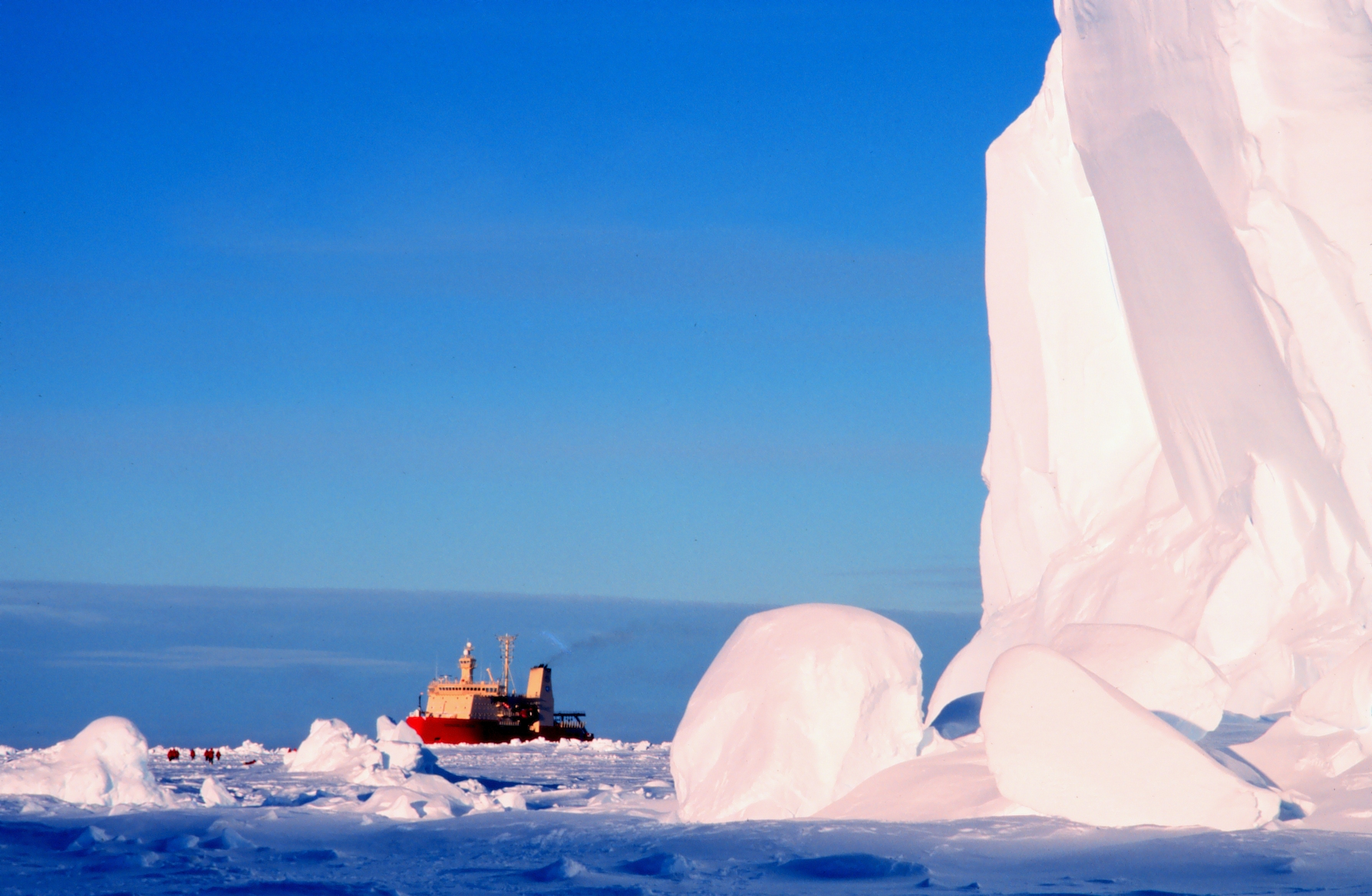
Lodowiec Szelfowy Rossa w Zatoce Wielorybiej (1999)

Morze Rossa (ang. Ross Sea) – morze przybrzeżne będące częścią Oceanu Południowego, położone u wybrzeży Antarktydy Zachodniej, między 170°E a 158°W.

## Nazwa
Morze zostało nazwane na cześć swojego brytyjskiego odkrywcy Jamesa Clarka Rossa (1800–1862) .

## Geografia
Morze Rossa jest morzem przybrzeżnym będącym częścią Oceanu Południowego między Półwyspem Edwarda VII na wschodzie a Ziemią Wiktorii na zachodzie. Zajmuje ogromną zatokę (ang. embayment) między Przylądkiem Adare’a a Przylądkiem Colbecka. Niektórzy badacze zaliczają do obszaru Morza Rossa także część oceanu wraz z wirem Ross Gyre na wschodzie rozciągającą się na północ aż do zimowej linii lodu.
Jego południową część wypełnia Lodowiec Szelfowy Rossa – największy lodowiec szelfowy świata, o powierzchni 473 tys. km² (stan na 2014 rok). Na północy lodowiec opada stromą ścianą – ogromną barierą lodową o wysokości 15–50 m, ciągnącą się przez ok. 644 km  między Wyspą Rossa na zachodzie a Półwyspem Edwarda VII na wschodzie . W pobliżu bariery przebiega północna granica morza, a granica południowa pokrywa się z krawędzią szelfu kontynentalnego .
Morze zajmuje powierzchnię ok. 960 tys. km² . Jest płytkie – jego średnia głębokość to 477 m . Głębokość w jego zachodniej części nie przekracza 300 m, a na całym obszarze morza dochodzi do 900 m . Maksymalna głębokość na północy w Basenie Bellingshausena to 2972 m .
Jego wybrzeża są górzyste z licznymi wyspami . W jego zachodniej części leży Wyspa Rossa wraz McMurdo Sound, a na wschodzie Wyspa Roosevelta i Zatoka Wielorybia. W południowej części Wyspy Rossa znajdują się dwie stacje badawcze – amerykańska McMurdo i nowozelandzka Scott Base. Na morzu leżą ponadto Black Island, White Island i Mount Discovery. Region przybrzeżny usiany jest wulkanami, które znajdują się m.in. na Przylądku Adare’a i Cape Hallett, na Wyspie Rossa (Mount Erebus, Mount Bird, Mount Terror i Mount Terra Nova) i na Wyspie Franklina .
Średnia temperatura wód powierzchniowych w McMurdo Sound to ok. –1,8 °C . Minimalna temperatura wód do głębokości ok. 300 m to –2,1 °C . Zasolenie wód powierzchniowych wynosi 33,5–34,2‰, a warstw położonych głębiej 34,7‰ . Od kwietnia do października morze pokrywa zwarty lód, w lutym i marcu na wolnych od lodu wodach pływają swobodnie góry lodowe . Powierzchniowe prądy morskie mają cyrkulację cyklonalną a najsilniejszy prąd płynie z zachodu na wschód wzdłuż bariery lodowca szelfowego .
Morze Rossa charakteryzuje się występowaniem licznych połynii – naturalnych przerębli w pokrywie lodowej. Odgrywają one ważną rolę w powstawaniu fitoplanktonu. Wielka Ross Sea Polynya powstała pod wpływem południowego wiatru wiejącego od lodowca szelfowego, na który wpływają wiatry katabatyczne z Gór Transantarktycznych. Po zachodniej stronie morza znajduje się mniejsza Terra Nova Bay Polynya, która powstała pod wpływem wiatrów katabatycznych z wnętrza Antarktydy Wschodniej wiejących wzdłuż Reeves Glacier.

### Fauna

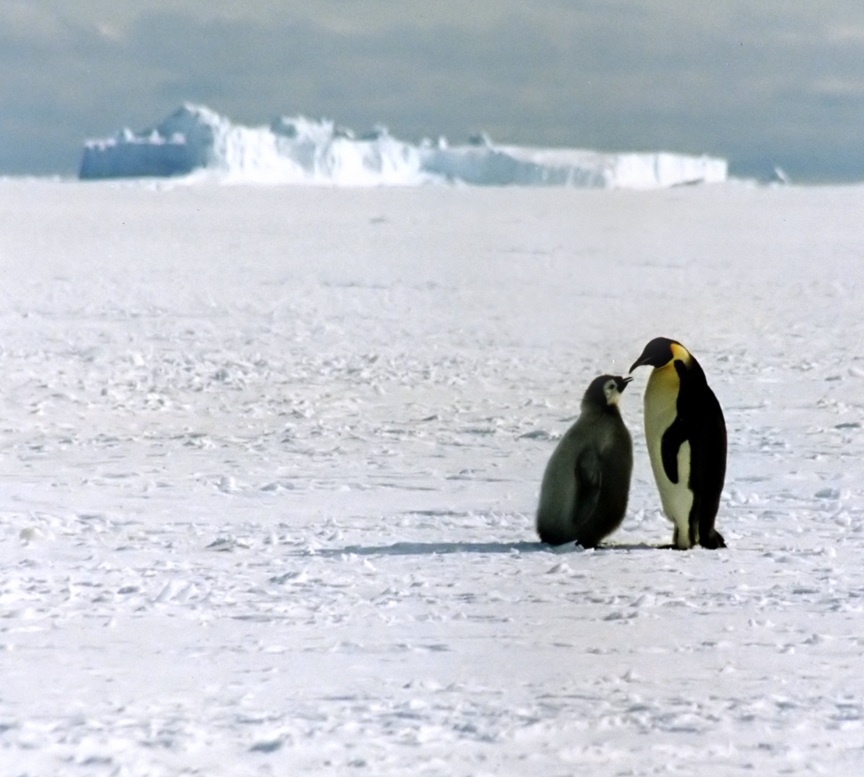
Pingwin cesarski z młodym na Morzu Rossa (2010)

Odnotowano tu ok. 100 gatunków ryb, 12 ssaków i ponad 1000 gatunków bezkręgowców. Żyją tu m.in. krabojady, lamparty morskie, foki Weddella oraz orki oceaniczne. Wśród ptaków spotyka się pingwiny białookie i pingwiny cesarskie, petrele antarktyczne i petrele śnieżne oraz wydrzyki antarktyczne.
W 2003 roku nowozelandzcy rybacy na Morzu Rossa odłowili po raz pierwszy żywego osobnika kałamarnicy kolosalnej.

### Ochrona środowiska
28 października 2016 roku na obszarze Morza Rossa został ustanowiony drugi w historii chroniony obszar morski (ang. Marine Protection Area, MPA) w ramach Konwencji o ochronie żywych zasobów morskich Antarktyki (ang. Convention for the Conservation of Antarctic Marine Living Resources, CCAMLR). Porozumienie weszło w życie 1 grudnia 2017 roku . Obszar podzielony jest na trzy strefy: ogólną strefę ochronną (ang. general protection zone), która zajmuje 1,12 mln km² – 72% obszaru, gdzie obowiązuje zakaz rybołówstwa komercyjnego, specjalną strefę badawczą (ang. special research zone), gdzie dopuszczone są ograniczone połowy kryla i antara polarnego, oraz strefę badań kryla (ang. krill research zone), gdzie dopuszczone są kontrolowane połowy kryla w celach badawczych . Jest to największy chroniony obszar morski na świecie .
W regionie żyje w różnych porach roku, ponad 30% wszystkich pingwinów białookich na świecie, ok. 25% wszystkich pingwinów cesarskich, ok. 30% wszystkich petrelów antarktycznych i ok. 50% orek oceanicznych na Morzu Rossa . Ponad 50% fok Weddella z południowego Pacyfiku żyje tu przez cały rok . Na terenie obszaru chronionego występują ponadto rzadkie gatunki bentosowe, np. gąbki, które dożywają do 500 lat .

## Historia
Morze zostało odkryte 5 stycznia 1841 roku przez Jamesa Clarka Rossa (1800–1862) i spenetrowane przez HMS „Erebus” i HMS „Terror” podczas nieudanej próby dotarcia do południowego bieguna magnetycznego . Jest jednym z najbardziej dostępnych mórz obrzeży Antarktydy, a wypełniający jego południową część Lodowiec Szelfowy Rossa jest płaski i dochodzący na odległość 550 km od bieguna południowego. Z uwagi na te dogodne warunki region ten stał się tradycyjną bazą dla wypraw w głąb kontynentu . Wyruszały stąd ekspedycje norweskie, brytyjskie, japońskie, amerykańskie i nowozelandzkie . Sam region został dogłębnie zbadany pod względem geologicznym . Współcześnie Morze Rossa jest również celem turystycznym .
Przez Morze Rossa przebiega linia zmiany daty .